# Пје Фалкаде (Белуно)
Пје Фалкаде (итал. Pie' Falcade) је насеље у Италији у округу Белуно, региону Венето.
Према процени из 2011. у насељу је живело 1143 становника. Насеље се налази на надморској висини од 1148 м.